# Sisyrinchium dasyspathum
Sisyrinchium dasyspathum är en irisväxtart som beskrevs av Pierfelice Ravenna. Sisyrinchium dasyspathum ingår i släktet gräsliljor, och familjen irisväxter.

## Underarter
Arten delas in i följande underarter:
- S. d. dasyspathum
- S. d. glabrum